# لاف ستيج!!
لاف ستيج!! (باليابانية: ラブ ステージ، بالروماجي: Rabu Sutēji) هي سلسلة مانغا يابانية من تأليف إيكي إيكي ورسم تايشي زاو، نشرت من قبل كادوكاوا شوتين في مجلة أسوكا سيل، منذ يوليو عام 2010 حتى سبتمبر عام 2016، تم تجميع فصول المانغا في 7 مجلدات تانكوبون، نشرت منذ 27 مايو عام 2011 حتى 1نوفمبر عام 2016. أنتجت إلى مسلسل أنمي من قبل جاي سي ستاف ومن إخراج كينيتشي كاساي، عرض الأنمي في 9 يوليو عام 2014 واستمر عرضه حتى 10 سبتمبر عام 2014، وتكون من 10 + حلقة أوفا.

## القصة
تدور أحداث القصة إيزومي سينا هو طالب جامعي وأوتاكو انطوائي على عكس والديه المشهورين، يريد أن يصبح مانجاكا ليصنع مانغا مثل "مجيكال غيرل لالا لولو" المفضلة لديه. تنقلب حياته رأسًا على عقب عندما يُجبر على القيام بإعلان تلفزيوني مع الممثل الشهير، إيتشيجو ريوما الذي شارك معه في مشروع للمراهقين قبل عشر سنوات.

## الشخصيات
إيزومي سينا (باليابانية: 瀬名 泉水، بالروماجي: Sena Izumi)
أداء صوتي: تسوباسا يوناغا
ريوما إتشيجو (باليابانية: 一条 龍馬، بالروماجي: Ichijō Ryōma)
أداء صوتي: تاكويا إغوتشي
ري ساغارا (باليابانية: 相楽 玲، بالروماجي: Sagara Rei)
أداء صوتي: دايسكي هيراكاوا
شوغو سينا (باليابانية: 瀬名 聖湖، بالروماجي: Sena Shōgo)
أداء صوتي: دايغو

## وصلات خارجية
- لاف ستيج!! نسخة محفوظة 8 يوليو 2014 على موقع واي باك مشين. على موقع كادوكاوا شوتين (باليابانية)
- موقع الأنمي الرسمي (باليابانية)
- لاف ستيج!! على موقع ANN manga (الإنجليزية)